# Ferns
Ferns (iriska: Fearna) är en ort i republiken Irland.   Den ligger i grevskapet Loch Garman och provinsen Leinster, i den östra delen av landet, 80 km söder om huvudstaden Dublin. Ferns ligger 58 meter över havet och antalet invånare är 1 362.
Terrängen runt Ferns är huvudsakligen platt, men norrut är den kuperad.Runt Ferns är det ganska glesbefolkat, med 25 invånare per kvadratkilometer. Närmaste större samhälle är Enniscorthy, 10,5 km söder om Ferns. Trakten runt Ferns består i huvudsak av gräsmarker.